# استرالیا (فیلم ۱۹۸۹)
استرالیا (انگلیسی: Australia) فیلمی به کارگردانی ژان-ژاک آندریان است که در سال ۱۹۸۹ منتشر شد. از بازیگران آن می‌توان به فنی اردان، جرمی آیرونز و چکی کاریو اشاره کرد.